# La Gaceta Egipcia
La Gaceta Egipcia, publicada por primera vez el 26 de enero de 1880, es el periódico más antiguo del Medio Oriente escrito en la lengua inglesa.
Actualmente, el Egyptian Gazette forma parte de la imprenta y editorial El Tahrir. Eyad Abu El Haggag es presidente de la junta directiva de la Gazette y Mohamed Fahmy ha sido el editor en jefe desde el 27 de septiembre de 2020. 

## Historia
El periódico, The Egyptian Gazette, fue fundado en 1880 por cinco británicos, entre ellos Andrew Philip, como editor, y Moberly Bell, más tarde editor en jefe de The Times en Londres, como un tabloide semanal de cuatro páginas en Alejandría, Egipto . 
Las oficinas del periódico se trasladaron a Cairo, Egipto, el 20 de febrero de 1938. 
Poco antes de la Segunda Guerra Mundial, la propiedad de The Egypt Gazette pasó a la Société Orientale de Publicité (SOP) ( en inglés: Eastern Publishing Company ), en la que Oswald J. Finney, un rico empresario británico, era el principal accionista. The Egyptian Gazette se vio asociado con The Egyptian Mail, otro periódico egipcio de lengua inglesa, fundado en 1914 y también propiedad del SOP. El mercado se dividió entre los dos periódicos, con el Egyptian Mail apareció por la mañana y el Egyptian Gazette por la tarde. 
Al final de la guerra y con la partida de Egipto de la mayor parte del ejército británico, el mercado de periódicos en inglés se redujo drásticamente. Como resultado de esto, The Egypt Gazette se publica todos los días excepto los martes, día en el que se publica The Egypt Mail, que ahora es semanal. 
En mayo de 1954, tras la Revolución egipcia de 1952 y el programa de nacionalización del presidente Nasser, la imprenta y editorial El Tahrir asumió la propiedad del periódico del SOP. Amin Abul Enein fue nombrado editor jefe, con lo que el periódico quedó bajo la autoridad editorial de un egipcio por primera vez. 

## Editores
| Año           | Editor              |
| ------------- | ------------------- |
| 1880 - 1899   | Andrew V. Philip    |
| 1899 - 1922   | Rowland Snelling    |
| 1952 - 1978   | Amin Aboul-Enein    |
| 1978 - 1980   | Ramez El Halawani   |
| 1980 - 1989   | Sami el-Shahed      |
| 1989 - 1991   | Mohamed el-Ezabi    |
| 1991 - 2005   | Mohamed Ali Ibrahim |
| 2005 - 2011   | Ramadán Abdel Kader |
| 2014 - 2020   | Mohamed Kasem       |
| 2020 - actual | Mohamed Fahmy       |